# Camille Rousset
Camille Félix Michel Rousset, född den 15 februari 1821 i Paris, död den 19 oktober 1892 i Saint-Gobain (departementet Aisne), var en fransk historiker.
Rousset blev 1841 lärare i historia vid Collège Saint-Louis, 1843 i Grenoble och 1845-63 vid Collège Bourbon (sedermera Lycée Bonaparte). Åren 1864-76, då platsen indrogs, var han historiograf och bibliotekarie vid krigsministeriet. År 1871 invaldes han efter Prévost Paradol i Franska akademien. År 1876 uppträdde han förgäves som kandidat till deputerad i Paris under Mac Mahons egid. 
Rousset var en flitig historisk författare; bland hans alster märks: Précis de la révolution française (1849), Histoire de Louvois (4 band, 1861-63; 6:e upplagan 1879), hans mest bekanta verk, som tre år i rad av Franska akademien fick Prix Gobert, Correspondance de Louis XV et du maréchal de Noailles (1865), Le comte de Gisors 1732-58 (1868), Les volontaires de 1791-94 (1870), en amper kritik av den första republikens arméer, La grande armée de 1813 (1871), Histoire de la guerre de Crimée (1877), La conquête de l'Algérie (1879) och Un ministre de la restauration, le comte de Clermont-Tonnerre (1883).